# 福間竣兵
福間 竣兵（ふくま しゅんぺい、1991年10月17日 - ）は、日本の元男性声優。愛知県出身。最終所属はアミュレート。

## 人物
趣味と特技に料理・ものまね・インテリア・ポケモンカードを挙げている。
映画グレムリンのギズモが好きでグッズを集めている。
ペットにネザーランド・ドワーフのもふを飼っている。
交流の深い声優に菊地燎と寺下知輝がいる。

## 来歴
工業高校在籍時に「これを一生の仕事にできるか」と疑問が湧き、好きなことを仕事にしようと考え3年時より養成所に通い始める。
日本ナレーション演技研究所出身。
2016年11月30日付で、所属していたビットプロモーションを退所。
2017年6月よりクロコダイルに準所属として所属し、2019年1月1日より正所属に昇格。同年11月30日付でクロコダイルを退所、翌12月よりアミュレートに所属。
2022年12月28日をもって声優を廃業。

## 出演

### テレビアニメ
2014年
- 結城友奈は勇者である

2017年
- クリオネの灯り（医師）
- カイトアンサ（ハナゲゲ）

2018年
- キリングバイツ（カメレオンC）
- ピアノの森（大淵）
- 邪神ちゃんドロップキック（2018年 - 2022年、尾崎比呂、取り立て人3） - 3シリーズ

2019年
- 盾の勇者の成り上がり（兵士）

2020年
- 理系が恋に落ちたので証明してみた。（好青年）

### Webアニメ
- 妖精てぃんてぃん（2018年、サワイ[11]）

### ゲーム
時期不明
- アラド戦記
- ドラゴンシューター（シリウス、ジード、ナッシュ）

2013年
- サウザンドメモリーズ（才知の賢者ベザリウス）

2014年
- 流線系エンカウンター 2nd Season
- 相棒は英国男子（アルドー・ブラデネル）
- せかい☆セイフク 〜COSTUME FES.〜
- 海賊バトルコインズ
- サシノミ!! 〜ご褒美はオフィスのカレと〜（柊和馬）
- V.D. -バニッシュメント・デイ-（荒川駿）

2015年
- 夢王国と眠れる100人の王子様（アピス〈初代〉）
- ひぐらしのなく頃に粋（新見）

2016年
- Kyoto Colorful Days（金子想太）
- 彗星のアルナディア（アーロン、レイザル）
- ソウルクロニクル（スレイヤー）

2017年
- スクールガールゾンビハンター（レン）

2018年
- しあわせ荘の管理人さん。
- 頂上三国（曹仁、関興、張苞）
- Q&Qアンサーズ（ハムレット、ヴェニスの商人、水滸伝、グレート・ギャツビー）
- 決戦三国（関羽）
- Friday the 13th: The Game（ジャーヴィス医師）

2019年
- グラナド・エスパダ（バレル曹長）
- ソフィア・コネクタ（死神騎士エディン）
- モンスターストライク（2019年 - 2021年、パラドクス、モンストシャトル（水無月あお）、ヌビル・ベックス）
- アルカ・ラスト（オウィ）
- FIFA 20（ピート）
- セブンナイツ（フェンリル）

2020年
- アニマルフロンティア（ヒヒ）
- 原神（2020年 - 2021年、アビスの魔術師、エルザー）

2021年
- ファミコン探偵倶楽部 うしろに立つ少女（水野）
- 未定事件簿（氷室昴）

2022年
- Relayer（ダークナイト）

### ドラマCD
- サシノミ!! 〜オフィスじゃ見れない素顔のカレ〜（2014年、柊和馬[24]）
- 相棒は英国男子〜君とディナーを〜（2014年、アルドー・ブラデネル）
- Nightmare Kiss…（2018年、紫吹蓮夜[25]）
- Kecak2076〜この聲をキミへ！（2020年、タクヤ[26]）

### 吹き替え
- スターシップ・トゥルーパーズ レッドプラネット（2018年）
- ドント・スリープ 蘇る悪夢（2019年、ザック）
- フレーム 危険動画サイト（2019年、主犯の男）
- シンデレラ 秘密のプリンス（2019年、アレックス）
- ラン･アウェイ 香港脱出（2019年、イエン）
- ドラゴンネスト（2020年、ジェレイント[27]）

### 舞台
- kfarce第8回公演「ジュブナイル学園」（四ツ橋役。2017年9月13日 - 9月17日、明石スタジオ）

### その他コンテンツ
- ヤングアニマルWeb「蛇道スナイパー」試し読み動画（2019年、蛇口洋平[28]）

### シリーズ一覧
1. ↑  第1期（2018年）、第2期『'』（2020年）、第3期『X』（2022年）

1. ↑  “福間竣兵”. アミュレート. 2019年12月1日閲覧。
2. ↑  fkmshunpのツイート、2019年12月21日閲覧。
3. ↑  “『相棒は英国男子』でアルドー役を熱演! 福間竣兵さんにインタビュー” (2014年6月27日). 2014年6月28日時点のオリジナルよりアーカイブ。2019年8月10日閲覧。
“『相棒は英国男子』事前登録開始中! いまなら「Amazonギフト券50万円分」も当たる!!” (2014年6月27日). 2014年7月19日時点のオリジナルよりアーカイブ。2019年8月10日閲覧。
4. ↑  “福間　竣兵”. 2015年10月28日時点のオリジナルよりアーカイブ。2019年8月10日閲覧。
5. ↑  “福間竣兵が11月30日付で退所いたしました。”. ビットプロモーション. 2019年8月10日閲覧。
6. ↑  fkmshunpのツイート、2019年8月10日閲覧。
7. ↑  “昇格のお知らせ” (2019年1月1日). 2019年8月9日閲覧。
8. ↑  “【福間竣兵】退所のお知らせ”. クロコダイル. 2019年12月1日閲覧。
9. ↑  fkmshunpのツイート、2019年12月1日閲覧。
10. ↑  fkmshunpのツイート、2025年4月11日閲覧。
11. ↑  “【インタビュー】タテアニメ「妖精てぃんてぃん」福間竣兵×宍戸智恵×町田美優×高木謙成、澤井俊洋監督　タイトルとのギャップに驚くかも！？”.   超！アニメディア (2018年3月20日). 2019年8月9日閲覧。
12. ↑  “ザッパラス、サスペンスと恋物語が楽しめる新作恋愛ゲーム『相棒は英国男子』を「GREE」で配信開始。人気声優の鳥海浩輔、石川界人、福間竣兵が出演”.   Social Game Info (2014年7月14日). 2019年8月9日閲覧。
13. ↑  “『13日の金曜日』のゲーム作品『Friday the 13th: The Game』、ジェイソンキラー・トミー役は矢尾一樹！ 衛藤美彩（乃木坂46）らも出演決定”.   ファミ通.com (2018年4月13日). 2019年8月9日閲覧。
14. ↑  fkmshunpの2019年7月15日のツイート、2024年7月13日閲覧。
15. ↑  fkmshunpのツイート、2020年1月18日閲覧。
16. ↑  fkmshunpの2021年9月16日のツイート、2024年7月13日閲覧。
17. ↑  “七天大聖「フェンリル」参戦！”.   netmarble (2019年11月28日). 2020年1月10日閲覧。
18. ↑  animalfrontierpのツイート、2020年4月5日閲覧。
19. ↑  fkmshunpのツイート、2020年9月29日閲覧。
20. ↑  fkmshunpの2021年4月28日のツイート、2022年2月27日閲覧。
21. ↑  fkmshunpの2021年5月14日のツイート、2022年2月27日閲覧。
22. ↑  fkmshunpの2021年7月30日のツイート、2022年2月27日閲覧。
23. ↑  “CHARACTER”. Relayer.   角川ゲームス. 2021年6月1日閲覧。
24. ↑  “前野智昭、市来光弘、福間竣兵、槿原大が出演！ドラマCD「サシノミ！！-オフィスじゃみせない素顔のカレ」”.   こえぽた (2014年2月18日). 2019年8月9日閲覧。
25. ↑  “RENYA”. 乙女向けドラマCD『Nightmare Kiss...』 公式サイト. 2019年8月9日閲覧。
26. ↑  
kecak2076のツイート、2020年6月24日閲覧。
27. ↑  “ドラゴンネスト”.   インタ－フィルム (2020年1月29日). 2020年1月30日閲覧。
28. ↑  “ヤングアニマルWeb蛇道スナイパー”.   白泉社 (2019年9月27日). 2019年9月27日閲覧。